# Lasiurus intermedius
Lasiurus intermedius (H. Allen, 1862) è un pipistrello della famiglia dei Vespertilionidi diffuso nell'America settentrionale e centrale.

## Descrizione

### Dimensioni
Pipistrello di medie dimensioni, con la lunghezza della testa e del corpo tra 60 e 89 mm, la lunghezza dell'avambraccio tra 48 e 58 mm, la lunghezza della coda tra 47 e 64 mm, la lunghezza del piede tra 11 e 13 mm, la lunghezza delle orecchie tra 17 e 20 mm e un peso fino a 28 g.

### Aspetto
La pelliccia è lunga e setosa. Il colore generale del corpo è bruno-giallastro, talvolta con dei riflessi nerastri o grigio-giallastri. Il muso è appuntito e largo, dovuto alla presenza di due masse ghiandolari sui lati. Le orecchie sono lunghe, triangolari e con l'estremità appuntita. Il trago è corto, stretto, con l'estremità arrotondata e curvato in avanti. Le membrane alari sono brunastre e attaccate posteriormente alla base delle dita dei piedi. La punta della lunga coda si estende leggermente oltre l'ampio uropatagio, il quale è densamente ricoperto di lunghi peli dello stesso colore del dorso. Il calcar è lungo e leggermente carenato. Il cariotipo è 2n=26 FNa=42.

## Biologia

### Comportamento
Si rifugia solitariamente tra la Tillandsia usneoides, sotto foglie morte di palme o stocchi di Mais secco. Forma vivai. 

### Alimentazione
Si nutre di insetti e solitamente cattura le prede a 3-4 metri dal suolo sopra distese erbose formando gruppi fino a 100 esemplari.

### Riproduzione
Danno alla luce 2-4 piccoli una volta l'anno tra maggio e giugno.

## Distribuzione e habitat
Questa specie è diffusa dallo stato messicano di Sinaloa fino all'Honduras e dal Texas, attraverso la Florida, fino al New Jersey. Una popolazione isolata è presente in Costa Rica.
Vive nelle foreste di latifoglie, conifere e boscaglie spinose fino a 1.600 metri di altitudine.

## Tassonomia
Sono state riconosciute 2 sottospecie:
- L.i.intermedius: Coste messicane occidentali dallo stato di Oaxaca fino a Sinaloa, Guatemala, Belize, Penisola dello Yucatán, El Salvador, Honduras e lungo le coste atlantiche messicane fino all'estrema parte meridionale del Texas. Costa Rica centrale;
- L.i.floridanus (Miller, 1902): Texas, Louisiana, Alabama, Mississippi, Georgia e Carolina del Sud meridionali, Florida. Esemplari probabilmente vaganti sono stati catturati nella Virginia e nel New Jersey.

## Conservazione
La IUCN Red List, considerato il vasto areale, la popolazione presumibilmente numerosa e la presenza in diverse aree protette, classifica L.intermedius come specie a rischio minimo (Least Concern)).